# Gelbe Azalee
Die Gelbe Azalee (Rhododendron luteum), auch Pontische Azalee, Wunderblume, Gelbe Alpenrose genannt, ist eine Pflanzenart aus der Gattung der Rhododendren (Rhododendron). Sie ist in der Schwarzmeerregion (daher der Beiname „pontisch“), dem Kaukasus und inselartig in verschiedenen Regionen Ost- und Südosteuropas verbreitet. Einige Sorten werden als Zierpflanze verwendet.

## Beschreibung

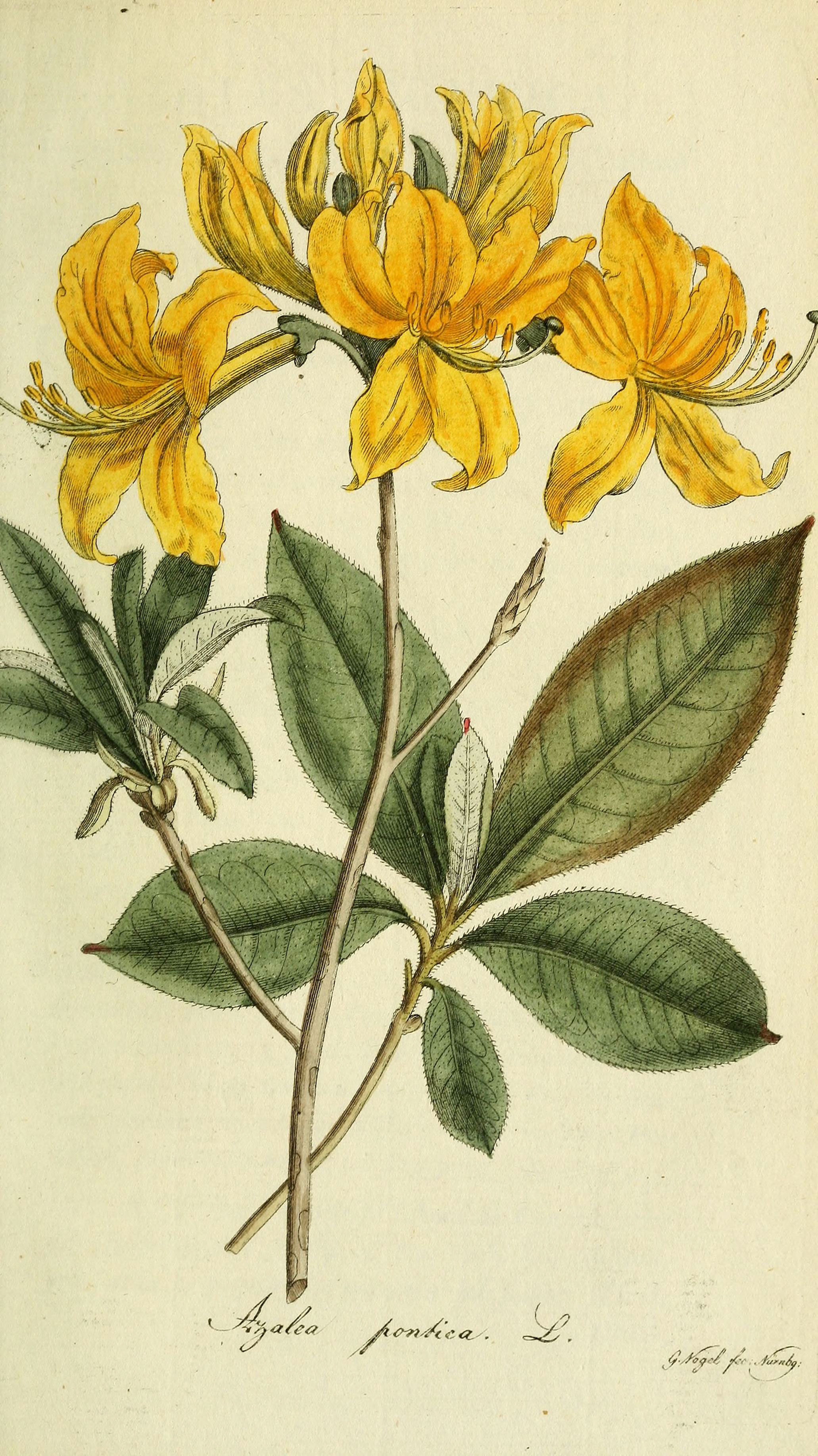
Illustration aus Flora Europaea inchoata, Tafel 45

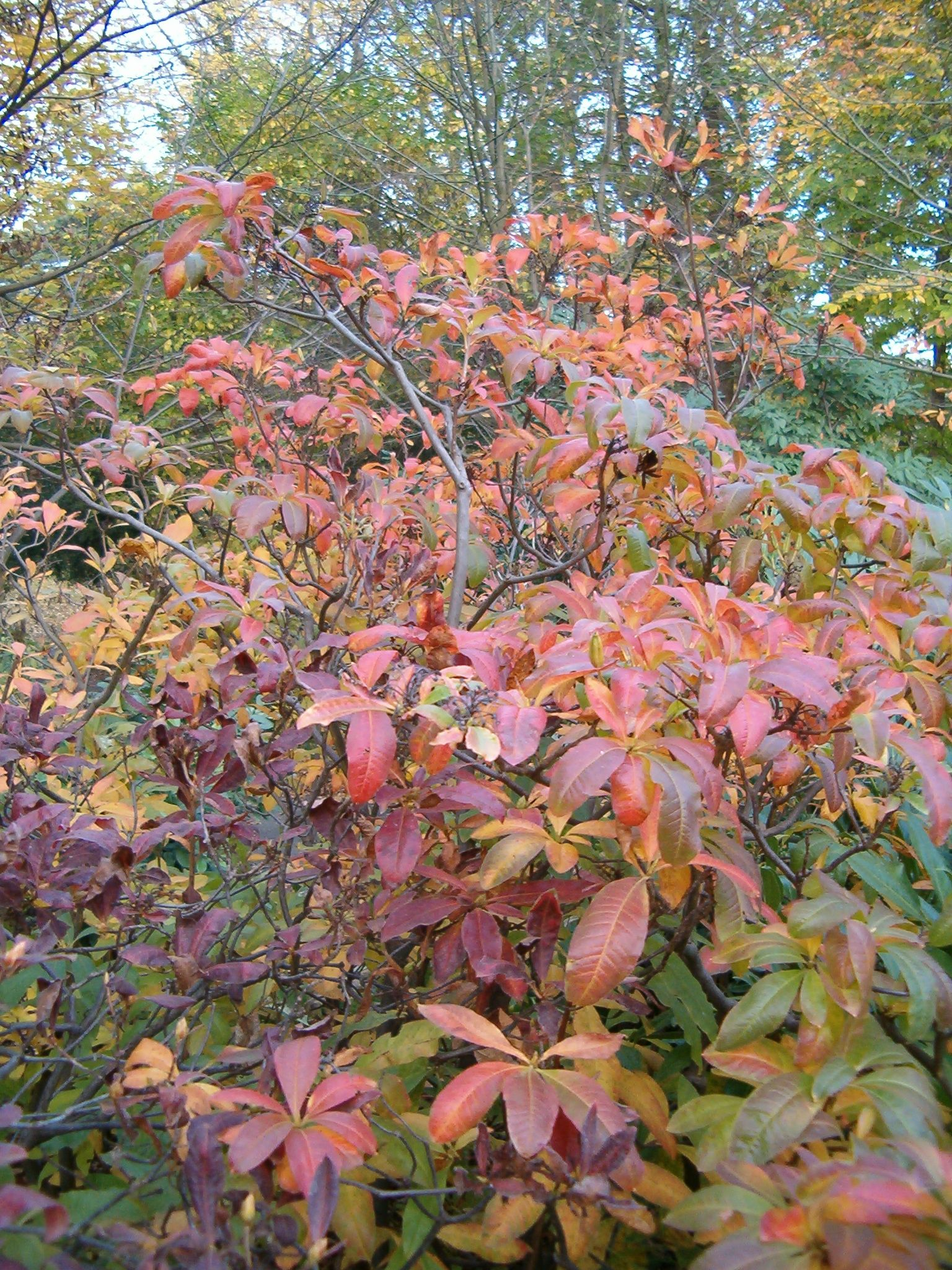
Herbstfärbung

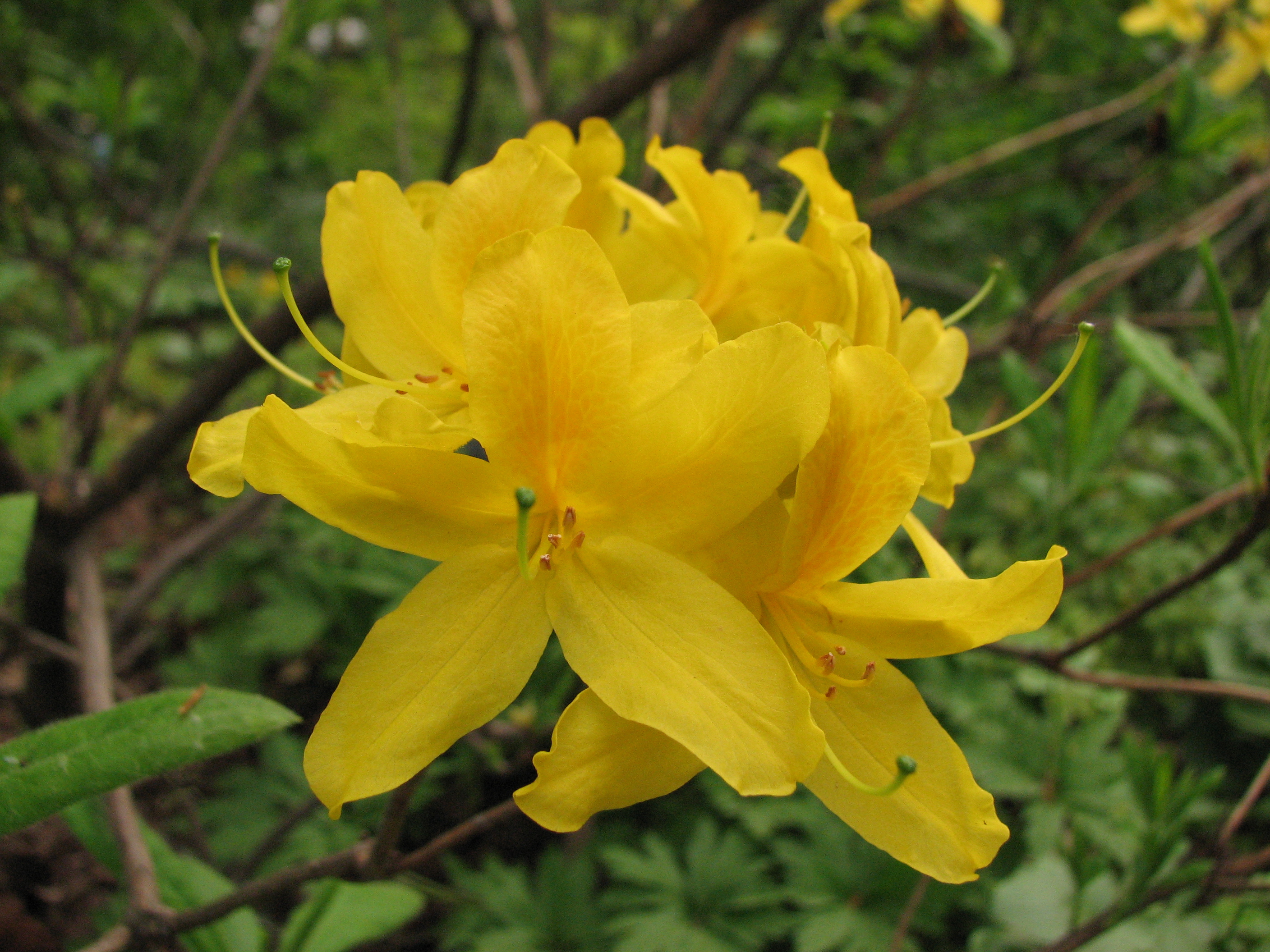
Blütenstand

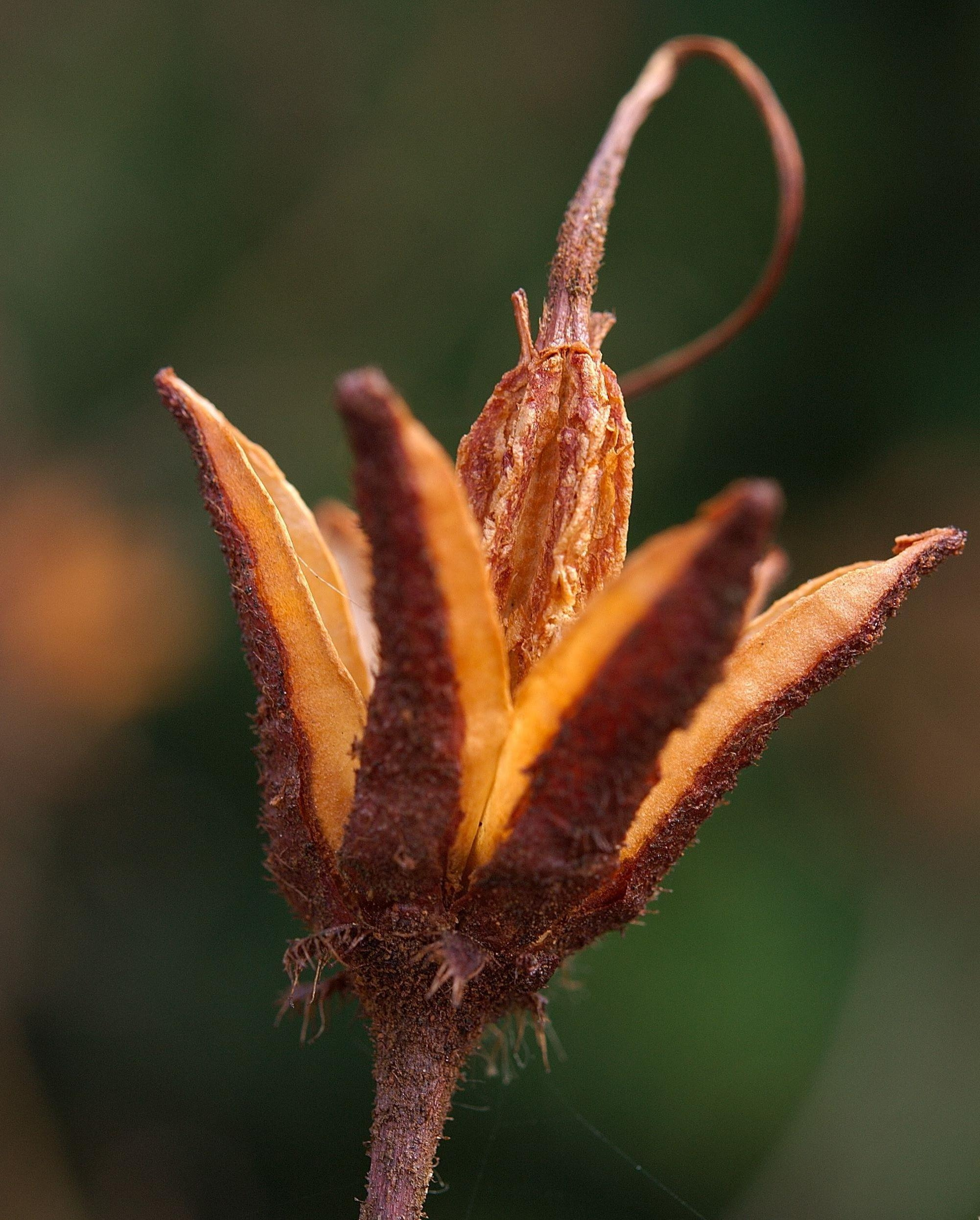
Offene Frucht

### Vegetative Merkmale
Rhododendron luteum ist ein laubwerfender Strauch mit Wuchshöhen bis 2, ausnahmsweise bis zu vier Metern. Er wächst fast immer ohne Wurzelausläufer. Die Rinde junger Zweige ist rotbraun, seltener gelbbraun gefärbt und dicht bedeckt von Haaren, neben einzelligen Trichomen kommen mehrzellige, selten auch eiförmige Drüsenhaare vor. Auch die Knospen sind durch Drüsen klebrig.
Die wechselständigen Laubblätter sind in sehr kurzen Blattstiel und Blattspreite gegliedert. Die Gestalt der einfachen Blattspreiten variiert zwischen eiförmig, verkehrt-eiförmig, elliptisch bis verkehrt-lanzettlich (oblanzeolat) mit spitzer Basis und stumpfem, selten spitzen oder zugespitztem Ende. Die Laubblätter weisen typischerweise eine Länge von etwa 8 Zentimetern, maximal etwa 12 Zentimetern auf, ihre Breite ist etwa 1,8 bis 2,5 Zentimeter, ausnahmsweise wenig darüber oder darunter. Auch die Blattspreiten tragen beiderseits Drüsenhaare in unterschiedlicher Dichte. Die Blattunterseite ist glatt, gelegentlich durch Wachsausscheidungen etwas glauk, mit deutlich hervorstehender Blattnervatur. Die Mittelrippe der Blattspreite ist behaart, der ganzrandige Blattrand durch Drüsenhaare bewimpert. Die Laubblätter werden im Herbst abgeworfen, vorher verfärben sie sich rot.

### Generative Merkmale
Die Blüten erscheinen kurz vor oder gemeinsam mit den neu austreibenden Laubblättern im Frühjahr. Meist etwa 12 (9 bis 17) Blüten stehen in einem endständigen, traubigen Blütenstand zusammen.
Die Blüten zeichnen sich durch intensiven, süßen Duft aus. Die zwittrigen Blüten sind fünfzählig mit doppelter Blütenhülle. Die fünf grünen Kelchzipfel sind etwa 4 Millimeter lang und stark drüsig. Die auffällige Blütenkrone ist gelb gefärbt mit einem dunkler gelben Fleck auf dem oberen der fünf Kronzipfel, sie ist glockenförmig und schwach zygomorph. Die Kronblätter sind an der Basis zu einer außen drüsig behaarten Röhre von etwa 1,5 Zentimeter Länge verwachsen, die ohne scharfen Absatz in die glockenförmigen freien, langgestreckt eiförmigen Kronblätter übergehen. Die fünf Staubblätter ragen bei einer Länge von 2,5 bis 4,5 Zentimetern weit aus der Kronröhre hervor, sind gelblich oder weißlich gefärbt und in der basalen Hälfte durch nicht drüsige Haare dicht behaart. Der Fruchtknoten ist fünffächrig. Der Griffel ist etwa 52 Millimeter lang.

## Vorkommen
Die Hauptverbreitung der Gelben Azalee liegt in der Region südöstlich des Schwarzen Meeres. Sie ist häufig im Pontischen Gebirge Nordanatoliens, wo sie ein charakteristisches Element im strauchigen Unterwuchs der Laub- und Nadelwälder der Bergwaldstufe auf saurem Untergrund bildet. Nördlich und östlich des Schwarzen Meeres kommt sie vor von Noworossijsk im Westen über die Ketten des Großen Kaukasus und Kleinen Kaukasus. Im Osten wird sie rasch seltener, kommt aber vereinzelt bis in den Osten Dagestans vor. Im Nordwesten Anatoliens wird Rhododendron luteum immer seltener, kommt aber vereinzelt bis zur Ägäis vor. Sie erreicht hier als äußersten Außenposten die griechische Insel Lesbos.
Abseits dieses geschlossenen Areals kommt die Art disjunkt in inselartigen Teilarealen im türkischen Taurusgebirge und im Südosten Europas vor. Ein Verbreitungsgebiet liegt im ukrainischen Wolhynien und Polesien, mit einem einzigen isolierten Vorposten in Polen, in Wola Zarczycka, der 1909 entdeckt wurde. Sie wächst in dieser Region im Unterwuchs von bodenfeuchten, sauren Kiefernwäldern und am Rand von Sümpfen und Mooren.

Ein weiterer isolierter Vorposten wurde in den Südostalpen, in Slowenien und Österreich, entdeckt, er umfasst nur wenige, individuenarme Bestände, in Österreich heute wohl nur noch einen einzigen Strauch. In Slowenien gibt es Funde am Gorjanci oberhalb Velike Brusnice, bei Boštanj und bei Topolovec, in bodensauren Eichen- und Kastanienwäldern. Der einzige Fundort im deutschen Sprachraum ist ein Vorkommen, das der österreichische Lehrer Rudolf Staber auf dem Hühnersberg bei Lendorf nahe Spittal an der Drau in Kärnten entdeckte. 

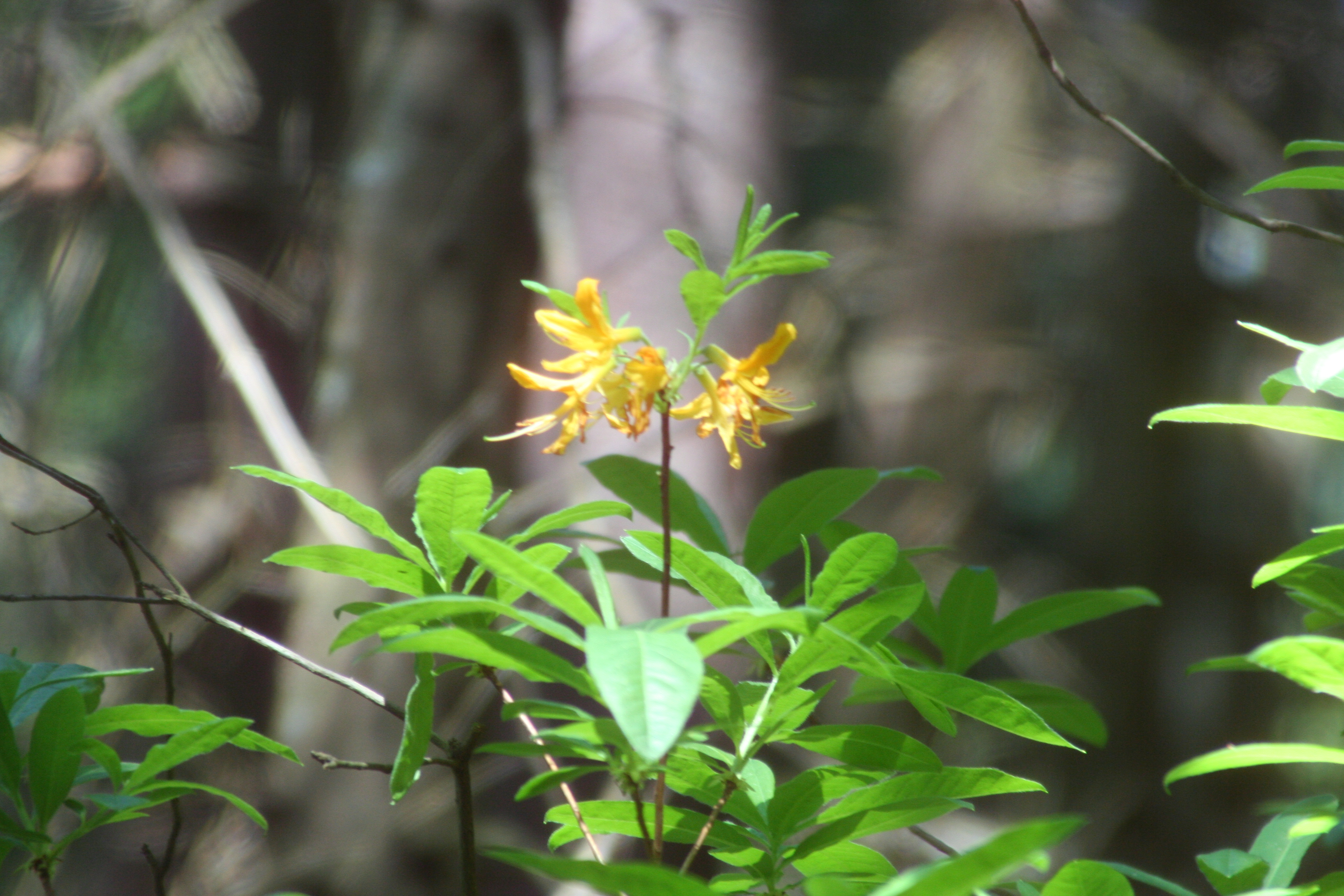
Die „Wunderblume von Lendorf“: einziges österreichisches Vorkommen der Gelben Azalee

 Obwohl, auch aufgrund von Pollenfunden aus früheren Interglazialen, ein natürliches Vorkommen hier nicht unwahrscheinlich erscheint, nehmen einige Botaniker eine sehr frühe Einschleppung durch den Menschen, möglicherweise bereits in römischer Zeit, an. Die Art ist durch die FFH-Richtlinie Anhang II und IV der Europäischen Union geschützt.
Abseits dieser natürlichen Vorkommen ist die Gelbe Azalee verbreitet aus der Gartenkultur verwildert, sie kommt als Neophyt nicht nur in anderen Regionen Polens, sondern auch in Westeuropa vor. In Deutschland existiert ein größerer verwilderter Bestand im Kitzinger Forst bei Großlangheim. Weitere Verwilderungen wurden in Mitteleuropa beobachtet in Belgien, den Niederlanden, in Niederösterreich, in der Steiermark, in der Lausitz und in Baden-Württemberg. Die Art wird für Deutschland als „in Einbürgerung befindlicher Neophyt“ eingeschätzt.

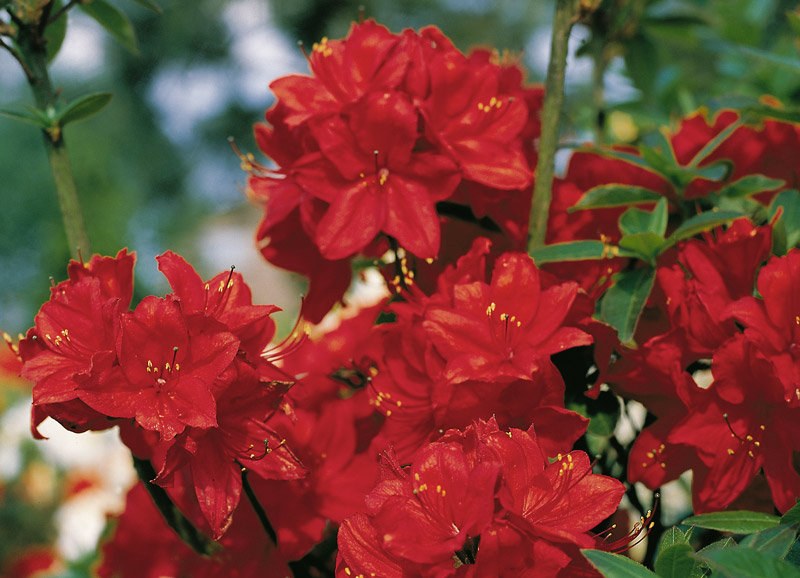
Die Sorte ‘Nabucco’

## Krankheiten
Die Nacktbasidien Exobasidium dubium, Exobasidium horvathianum und Exobasidium vaccinii rufen Wucherungen auf den Blättern hervor. Der Rostpilz Pucciniastrum vaccinii lebt mit Telien auf Blättern der gelben Azalee. Die Echten Mehltaue Erysiphe polygoni und Microsphaera penicillata bilden einen weißen, abwischbaren Belag. Ferner wurden die Pilze Colletotrichum gloeosporioides, Melanomma rhododendri und Phyllosticta berolinensis nachgewiesen.

## Beziehung zum Menschen
Der Pollen der Gelben Azalee enthält die Substanz Andromedotoxin, ein Grayanotoxin. Diese für den Menschen giftige Substanz geht beim Sammeln der Bienen auch in den Honig über. Der resultierende, giftige Pontische Honig ist für eine Reihe von Unglücksfällen verantwortlich. Die Gelbe Azalee gilt in seiner Hauptverbreitungsregion, dem Pontischen Gebirge, als unerwünschtes, die Verjüngung der Waldbäume behinderndes „Unkraut“ und wird teilweise mit Herbizideinsatz bekämpft.
Sorten der Gelben Azalee werden in Parks und Gärten als Zierpflanzen verwendet. Die Gelbe Azalee ist winterhart und wird zu den Freilandazaleen gerechnet.
Auf der Gelbe Azalee wurde seit 2010 die Pflanzenwespe Nematus lipovskyi, eine neozoische, aus den USA eingeschleppte Art, als Schädling registriert. Die Raupen von Nematus lipovskyi fressen an den Blättern und den Blüten.

## Taxonomie und Systematik
Die Beschreibung von Rhododendron luteum erfolgte 1830 durch Robert Sweet in Hortus Britannicus: or, A catalogue of all the plants indigenous or cultivated in the gardens of Great Britain, ed. 2, S. 343. Diese Art wurde in Europa schon durch Joseph Pitton de Tournefort (1656–1708) bekannt gemacht und ist auch im Werk Species Plantarum von Carl von Linné Tomus I, 1753, S. 150 aufgeführt. Linné benannte die Art Azalea pontica, er fasste alle laubwerfenden Arten in eine eigene Gattung Azalea, die als nicht mehr gerechtfertigt gilt. Von dieser Benennung her hat sich aber der Trivialname „Azalee“ für die laubwerfenden Rhododendron-Arten erhalten. Da Linné schon eine andere Art als Rhododendron ponticum benannt hatte, ist die Umkombination Rhododendron ponticum durch Johann Christian von Schreber für diese Art ein illegitimes jüngeres Homonym, so dass Sweets Name als Ersatzname ausgewählt werden musste. Weitere Synonyme sind Rhododendron flavum G.Don, Azalea flava Hoffmannsegg.
Innerhalb der sehr artenreichen Gattung Rhododendron wurde Rhododendron luteum traditionell mit anderen „Azaleen“ in einer Sektion Pentanthera geführt, die neben einer chinesischen Art, 13 Arten aus Nordamerika umfasste. Nach den morphologischen und genetischen Daten sind nahe verwandte Arten Rhododendron molle und Rhododendron occidentale, beide aus Nordamerika. Genetischen Daten zufolge sind allerdings die Sektionen Pentanthera und Hymenanthes gegeneinander nicht monophyletisch, so dass Rhododendron luteum in die Sektion Hymenanthes mit einbezogen wird. Diesen Daten zufolge sind nächstverwandt Rhododendron calendulaceum und Rhododendron canadense.